# Comunità economica degli Stati dell'Africa centrale
La Comunità economica degli Stati dell'Africa centrale (in francese: Communauté économique des États d'Afrique centrale - CEEAC; in portoghese: Comunidade Econômica dos Estados da África Central - CEEAC; in inglese: Economic Community of Central African States - ECCAS) è un'organizzazione che promuove la cooperazione economica regionale nell'Africa centrale.

## Membri
- Angola
- Burundi
- Camerun
- Ciad
- Gabon
- Guinea Equatoriale
- Rep. Centrafricana
- Rep. del Congo
- RD del Congo
- Ruanda
- São Tomé e Príncipe

## Storia

### Unione doganale ed economica dell'Africa centrale
L'Unione doganale ed economica dell'Africa centrale (in francese: Union douanière et économique de l'Afrique centrale - UDEAC; in inglese: Customs and Economic Union of Central Africa), fondata dal Trattato di Brazzaville nel 1966, formava un'unione doganale con un'area di libero scambio tra i membri e una tariffa doganale esterna comune per le importazioni da altri paesi. L'UDEAC firmò un trattato per la fondazione di una Comunità economica e monetaria dell'Africa centrale (CEMAC) per promuovere l'intero processo di integrazione sub-regionale attraverso la formazione di un'unione monetaria con il franco CFA dell'Africa centrale come valuta comune; è stato ufficialmente rimpiazzata dal CEMAC nel giugno 1999 (mediante l'accordo del 1994).

### Fondazione
Ad un vertice tenutosi nel dicembre 1981, i leader dell'UDEAC si accordarono, in linea di principio, sulla espansione della comunità economica degli Stati dell'Africa centrale. La CEEAC-ECCAS fu costituita il 18 ottobre 1983 dai membri dell'UDEAC, São Tomé e Príncipe e i membri della Comunità economica dei Paesi dei Grandi Laghi (in francese: Communauté Économique des Pays des Grand Lacs - CEPGL; in inglese: Economic Community of the Great Lakes Countries), fondata nel 1976 da Repubblica Democratica del Congo, Burundi e Ruanda). L'Angola ha mantenuto lo status di osservatore fino al 1999, quando è diventato membro a pieno titolo.
La CEEAC-ECCAS opera dal 1985, ma fu inattivo per gran parte degli anni novanta a causa sia di difficoltà finanziarie (dovute al mancato pagamento della retta associativa da parte degli stati membri), sia del conflitto nell'area dei Grandi Laghi. La guerra nella Repubblica Democratica del Congo fu particolarmente dissolutiva, con Ruanda ed Angola che combattevano su fronti opposti. La CEEAC-ECCAS è stata nominata pilastro della Comunità economica africana (CEA) ma, a causa della sua protratta inattività, i contatti ufficiali con la CEA furono stabiliti solamente nell'ottobre 1999, con la sottoscrizione da parte della CEEAC-ECCAS del Protocollo sulle relazioni tra la CEA e i blocchi regionali. La CEA confermò nuovamente l'importanza della CEEAC come la più importante comunità economica nell'Africa Centrale al terzo incontro preparatorio del Consiglio Economico e Sociale (ECOSOC) nel giugno 1999.
Il secondo vertice straordinario della CEEAC si è tenuto a Libreville il 6 febbraio 1998 ed è stato presieduto da Pierre Buyoya, presidente del Burundi. I capi di Stato e di governo presenti all'incontro si impegnarono per rilanciare l'organizzazione. Il Primo Ministro dell'Angola espresse anche l'intenzione del suo paese di diventare un membro a pieno titolo. Il vertice approvò un bilancio di 10 milioni di franchi francesi per il 1998 e diede incarico al segretariato di:
- ottenere il sostegno della commissione economica per l'Africa (United Nations Economic Commission for Africa - UNECA) per valutare:
  - le attività operative del segretariato;
  - le quote contributive dovute dagli stati membri; e
  - le retribuzioni e la struttura retributiva dei dipendenti del segretariato.
- Convocare, non appena possibile, una riunione straordinaria del Consiglio dei ministri per valutare le indicazioni dell'UNECA al fine di formulare proposte in merito a una nuova struttura amministrativa del segretariato e alla revisione delle quote contributive dovute da ciascuno Stato membro.

L'incontro richiese anche ai paesi della regione di trovare soluzioni pacifiche e durevoli ai loro problemi politici. Il presidente fece anche appello ai paesi membri per supportare la completa rimozione dell'embargo cui era sottoposto il suo paese. In occasione dell'insediamento di Omar Bongo come presidente del Gabon il 21 gennaio 1999, si è tenuto un mini-vertice dei leader dei paesi membri della CEEAC-ECCAS. I rappresentanti discussero problemi riguardanti il funzionamento della Comunità e la creazione di un terzo posto di Vicesegretario generale, designato per l'Angola. L'Angola aderì formalmente alla Comunità durante questo vertice.

### Comunità economica e monetaria dell'Africa centrale
La Comunità economica e monetaria dell'Africa centrale (in francese: Communauté économique et monétaire de l'Afrique centrale - CEMAC; in inglese: Economic and Monetary Community of Central Africa) è un'organizzazione di stati dell'Africa Centrale costituita da Camerun, Repubblica Centrafricana, Ciad, Congo, Guinea Equatoriale e Gabon per promuovere l'integrazione economica tra paesi che condividono una valuta comune, il franco CFA. L'UDEAC sottoscrisse un trattato per la costituzione della CEMAC e promuovere l'intero processo di integrazione economica sub-regionale attraverso la formazione di un'unione monetaria che avesse il franco CFA dell'Africa Centrale come valuta comune; fu ufficialmente rimpiazzato dal CEMAC nel giugno 1999.
Nel 1994 la CEMAC riuscì ad ottenere l'introduzione di restrizioni nel contingente di importazione e riduzioni nell'ampiezza e nell'ammontare delle tariffe doganali. Attualmente, i paesi della CEMAC condividono una struttura comune in materia finanziaria, regolamentare e legale, e mantengono una tariffa doganale esterna comune sulle importazioni dai paesi al di fuori della comunità. In teoria, le tariffe doganali sono state eliminate per le transazioni commerciali interne alla CEMAC, ma la piena implementazione di tale provvedimento ha subìto dei ritardi. La movimentazione di capitali all'interno della CEMAC è libera.

### Eventi recenti
Il 12 dicembre 2000 le è stato riconosciuto lo status di osservatore dell'Assemblea generale delle Nazioni Unite.
Il 10° vertice della Conferenza dei capi di Stato e di governo ha avuto luogo a Malabo nel giugno 2002. Questo vertice deliberò l'adozione del protocollo costitutivo della rete dei parlamentari dell'Africa centrale (Network of Parliamentarians of Central Africa - REPAC) e l'adozione del regolamento del Consiglio per la pace e la sicurezza nell'Africa centrale (Council for Peace and Security in Central Africa - COPAX), che comprende la Commissione per la Difesa e la Sicurezza (Defence and Security Commission - CDC), la Forza Multinazionale dell'Africa Centrale (Multinational Force of Central Africa - FOMAC) e il Meccanismo di Preallarme dell'Africa Centrale (Early Warning Mechanism of Central Africa - MARAC). Venne inoltre dato il benvenuto ufficiale al Ruanda per il suo ritorno come membro a pieno titolo dell'ECCAS.
Il 24 gennaio 2003 l'Unione europea (UE) ha concluso un accordo finanziario con la CEEAC-ECCAS e la CEMAC, condizionato alla fusione di queste in un'unica organizzazione, con la CEEAC responsabile per la pace e la sicurezza della sub-regione attraverso il proprio patto di sicurezza (COPAX). La CEMAC non è uno dei pilastri della Comunità economica africana, ma i suoi membri ne sono associati tramite la CEEAC. La UE ha partecipato a diverse missioni di pace nella Repubblica Democratica del Congo: l'Operazione Artemis (dal giugno al settembre 2003), EUPOL Kinshasa (dall'ottobre 2003) ed EUSEC DR Congo (dal maggio 2005).
L'11° vertice della Conferenza dei Capi di Stato e di Governo, che si è svolto a Brazzaville nel gennaio 2004, ha accolto con favore il fatto che il Protocollo Relativo alla Costituzione di un Consiglio per la Pace e la Sicurezza nell'Africa Centrale (COPAX) avesse ottenuto il numero richiesto di ratificazioni per l'entrata in vigore. Il vertice ha inoltre adottato una dichiarazione sulla implementazione della Nuova Collaborazione per lo Sviluppo dell'Africa (New Partnership for Africa's Development - NEPAD) nell'Africa Centrale e una dichiarazione sulla parità dei generi.

## Obiettivi
L'obiettivo fondamentale è la costituzione di un mercato comune dell'Africa Centrale mediante la promozione del commercio e la maggior solidarietà tra le persone e tra paesi e regioni sotto-privilegiate. In dettaglio gli obiettivi della comunità sono:
- la promozione e il rafforzamento di una cooperazione armoniosa e di uno sviluppo equilibrato e autonomo in tutti i settori dell'attività economica e sociale;
- l'eliminazione, tra gli stati membri, dei dazi doganali e delle altre tasse di effetto equivalente sull'importazione e l'esportazione delle merci;
- l'abolizione, tra gli stati membri, delle restrizioni quantitative e degli altri ostacoli agli scambi commerciali;
- l'istituzione e il mantenimento di una tariffa doganale esterna comune;
- l'istituzione di una politica commerciale comune nei confronti degli stati terzi;
- la graduale soppressione tra gli stati membri degli ostacoli alla libera circolazione delle persone, dei beni e dei servizi, dei capitali e il diritto di stabilimento;
- l'armonizzazione delle politiche nazionali per la promozione delle attività comunitarie, in particolare nei settori dell'industria, dei trasporti e delle comunicazioni, dell'energia, dell'agricoltura, delle risorse naturali, del commercio, della moneta e della finanza, delle risorse umane, del turismo, dell'istruzione e della cultura, della scienza e della tecnologia;
- la creazione di un fondo per la cooperazione e lo sviluppo;
- il rapido sviluppo gli stati membri senza sbocco al mare, in particolare gli stati insulari, le semi-enclave, e/o appartenenti alla categoria dei paesi meno sviluppati;
- tutte le altre attività per il raggiungimento degli obiettivi comunitari che gli stati membri possono intraprendere congiuntamente.

A tutti questi obiettivi si è aggiunto nel 1999:
- la promozione della pace, della sicurezza e della stabilità nell'Africa Centrale.

La Conferenza dei Capi di Stato e Governo tenutasi a Malabo, Guinea Equatoriale, nel 1999, ha identificato i quattro campi prioritari per la comunità:
1. sviluppare la capacità per il mantenimento di pace, sicurezza e stabilità - come prerequisiti essenziali per lo sviluppo economico e sociale;
2. sviluppare l'integrazione fisica, economica e monetaria;
3. sviluppare una cultura di integrazione umana;
4. stabilire un meccanismo di finanziamento autonomo per la CEEAC-ECCAS.

## Struttura
Le istituzioni della comunità sono:
- La Conferenza dei Capi di Stato e Governo (Conference of Heads of State and Government), definisce la politica generale e le principali linee guida della comunità.
- Il Consiglio dei Ministri (Council of Ministers), formula raccomandazioni all'attenzione della Conferenza in merito a qualsiasi azione volta a realizzare gli obiettivi della comunità.
- Il Segretariato Generale (Secretariat General), composto da un segretario generale eletto per quattro anni e tre vice segretari generali.
- La Corte di Giustizia (Court of Justice), fa rispettare la legge attraverso l'interpretazione e l'applicazione del trattato e decide sulle controversie che si possono generare.
- La Commissione Consultiva (Consultative Commission), studia e analizza temi e progetti presentati da altre istituzioni.
- I Comitati Tecnici Specializzati sono stabiliti per settori specifici e agiscono nel quadro dei compiti assegnati a ciascun settore.

La lingua maggiormente parlata è il francese, seguita dall'Angola e, con l'adesione del Ruanda, l'inglese.

## Trattati e protocolli
- Trattato costitutivo della CEEAC-ECCAS (Treaty Establishing the Economic Community of Central African States)
- Protocollo costitutivo della rete dei parlamentari della CEEAC-ECCAS (Protocol Establishing the Network of Parliamentarians of ECCAS - REPAC)
- Patto di mutua assistenza tra gli stati membri della CEEAC-ECCAS (Mutual Assistance Pact Between Member States of ECCAS)
- Protocollo relativo alla costituzione di un patto di mutua sicurezza nell'Africa Centrale (COPAX)

### Appendici al Trattato Costitutivo dell'ECCAS
- Protocollo sulle regole di origine per i prodotti commerciati tra gli stati membri della CEEAC-ECCAS (Protocol on the Rules of Origin for products to be traded between member states of the ECCAS)
- Protocollo sulle barriere commerciali non tariffarie (Protocol on Non-Tariff Trade Barriers)
- Protocollo sulla riesportazione di beni all'interno della CEEAC-ECCAS (Protocol on the Re-export of goods within the ECCAS)
- Protocollo sul transito e sui mezzi di transito (Protocol on Transit and Transit facilities)
- Protocollo sulla cooperazione doganale all'interno della CEEAC-ECCAS (Protocol on Customs cooperation within the ECCAS)
- Protocollo sul fondo per la compensazione delle mancate entrate (Protocol on the Fund for Compensation for Loss of Revenue)
- Protocollo sulla libertà di circolazione e sul diritto di soggiorno dei cittadini degli stati membri all'interno della CEEAC-ECCAS (Protocol on Freedom of movement and Rights of Establishment of nationals of member states within the ECCAS)
- Protocollo sulla camera di compensazione per la CEEAC-ECCAS (Protocol on the Clearing House for the ECCAS)
- Protocollo sulla cooperazione nello sviluppo dell'agricoltura tra gli stati membri della CEEAC-ECCAS (Protocol on Cooperation in Agricultural development between member states of the ECCAS)
- Protocollo sulla cooperazione nello sviluppo industriale tra gli stati membri della CEEAC-ECCAS (Protocol on Cooperation in Industrial development between member states of the ECCAS)
- Protocollo sulla cooperazione nel trasporto e nelle comunicazioni tra gli stati membri della CEEAC-ECCAS (Protocol on Cooperation in Transport and Communications between member states of the ECCAS)
- Protocollo sulla cooperazione scientifica e tecnologica tra gli stati membri della CEEAC-ECCAS (Protocol on Cooperation in Science and Technology between member states of the ECCAS)
- Protocollo sulla cooperazione energetica tra gli stati membri della CEEAC-ECCAS (Protocol on Energy cooperation between member states of the ECCAS)
- Protocollo sulla cooperazione nelle risorse naturali tra gli stati membri della CEEAC-ECCAS (Protocol on Cooperation in Natural resources between member states of the ECCAS)
- Protocollo sulla cooperazione nello sviluppo di risorse umane, istruzione, formazione e cultura tra gli stati membri della CEEAC-ECCAS (Protocol on Cooperation in the development of Human resources, Education, Training and Culture between member states of the ECCAS)
- Protocollo sulla cooperazione nel turismo tra gli stati membri della CEEAC-ECCAS (Protocol on Cooperation in Tourism between member states of the ECCAS)
- Protocollo sulla semplificazione e armonizzazione dei documenti e delle procedure commerciali all'interno della CEEAC-ECCAS (Protocol on the Simplification and Harmonization of Trade documents and Procedures within the ECCAS)
- Protocollo sulla situazione degli stati senza sbocco al mare, quasi senza sbocco al mare, insulari, parzialmente insulari e/o meno sviluppati (Protocol on the Situation of Landlocked, Semi-Landlocked, Island, Part-Island and/or Least Advanced Countries)

## Attività per la pace e la sicurezza
Gli Stati dell'Africa Centrale adottarono un patto di non-aggressione alla fine del 5° vertice del Comitato Consultivo delle Nazioni Unite sulla Sicurezza nell'Africa Centrale (UN Consultative Committee on Security in Central Africa) tenutosi a Yaoundé, Camerun. Il patto fu siglato il 9 settembre 1994, dopo cinque giorni di riunioni e discussioni tra esperti militari e ministri di Camerun, Repubblica Centrafricana, Repubblica del Congo, Guinea Equatoriale, Gabon e São Tomé e Príncipe. A un vertice del Comitato Consultivo Permanente delle Nazioni Unite sulle Questioni di Sicurezza nell'Africa Centrale (United Nations Standing Advisory Committee on Security Questions in Central Africa), che ebbe luogo a Yaoundé il 25 e il 26 febbraio 1999, gli stati membri decisero di creare un'organizzazione per la promozione, il mantenimento e il consolidamento della pace e della sicurezza nell'Africa Centrale, col nome di Consiglio per la Pace e la Sicurezza nell'Africa Centrale (COPAX). Il Protocollo costituivo del COPAX è già entrato in vigore.

### Organi tecnici del consiglio del COPAX
- Il Sistema di preallarme dell'Africa centrale (Central African Early-Warning System - MARAC), che raccoglie e analizza dati per il rilevamento e la prevenzione delle crisi.
- La Commissione per la difesa e la sicurezza (Defence and Security Commission - CDS), che è l'organo costituito dai capi di stato maggiore degli eserciti nazionali e dai comandanti in capo delle forze di polizia dei diversi stati membri. Il suo ruolo è la pianificazione, l'organizzazione e provide advice agli organi della comunità con poteri decisionali in merito all'opportunità di intraprendere operazioni militari.
- La Forza multinazionale dell'Africa centrale (Multinational Force of Central Africa - FOMAC), che è un esercito non permanente composto da contingenti militari degli stati membri, il cui compito è la realizzazione di missioni di pace, sicurezza e soccorso umanitario.

Il regolamento del COPAX, comprendente quelli di CDS, MARAC e FOMAC è stato adottato nel giugno 2002 al 10° vertice di Malabo.
Nel gennaio 2000, il Gabon ospitò un'esercitazione per il mantenimento della pace regionale - “Gabon 2000” - con l'obiettivo di sviluppare le capacità degli Stati dell'ECCAS nel campo delle missioni di pace e della prevenzione e gestione del conflitto. Questa esercitazione rappresentava un'applicazione diretta del progetto francese di Rafforzamento delle capacità africane di mantenimento della pace (Reinforcement of African Peacekeeping Capacities - RECAMP).
Incontri straordinari sia dell'ECCAS, sia della CEMAC ebbero luogo a Libreville il 23 giugno 2000. I ministri degli esteri di dieci stati dell'Africa Centrale si riunirono nella Repubblica Democratica del Congo il 16 e il 17 agosto 2001 per discutere della sicurezza nella loro regione lacerata dalla guerra. L'incontro fu promosso dalle Nazioni Unite, e solo il Ruanda declinò l'invito.
Ad una riunione dei capi di stato maggiore, che ha avuto luogo a Brazzaville nell'ottobre 2003, è stato deciso di creare una forza di pace rappresentata da una brigata per intervenire nelle aree instabili dell'Africa Centrale. Questa avrebbe quindi costituito una delle cinque brigate dell'Unione africana pianificate per formare l'Esercito africano d'emergenza (African Standby Force - ASF), con una brigata per ogni regione del continente (Africa settentrionale, occidentale, centrale, orientale e meridionale). Il vertice raccomandò che i pianificatori militari di ciascuno degli Stati dell'ECCAS formassero un gruppo per elaborare i dettagli in merito. Fu inoltre suggerita la creazione di un centro comune per l'addestramento al mantenimento della pace ed esercitazioni militari da tenersi con cadenza biennale, la prima delle quali prevista in Ciad.

### MICOPAX
La Missione per il consolidamento della pace nella Repubblica Centrafricana (MICOPAX) è una missione di pace gestita dalla ECCAS. La MICOPAX stata coinvolta nella Prima e nella seconda guerra civile nella Repubblica Centrafricana.